# Camotlán de Miraflores
Camotlán de Miraflores es una pequeña localidad considerada Junta municipal en el municipio de Manzanillo, Colima, México. Su población es en su mayoría campesina y ganadera, según el último censo tiene 1,654 habitantes. Camotlán de Miraflores está localizado hacia la zona de la montaña, al norte del estado y está a 370 metros de altitud sobre el nivel del mar, es una de las localidades más importantes del municipio de Manzanillo.
La principal actividad económica del pueblo es la ganadería y la agricultura, siendo esta última desarrollada a lo largo de año en el temporal de lluvia y en la época de sequía mediante sistema de riego que es tomado del Río El Carrizo, los cultivos principales son el maíz alto rendimiento, frijol, arroz, chiles, tomate, sorgo, sandía, etc.

## Servicios
Camotlán de Miraflores cuenta con los servicios necesarios y la educación hasta de nivel de bachillerato para dar respuesta a la necesidades de los poblados de El Huizcolote, Cedros, Lomas de Ávila Camacho, La Rosa, La Puerta del Petatero, Puertecito de Lajas, Veladero de Camotlán, San José de Lúmber, Potrero de Lúmber, La Rosa de San José de Lúmber, Punta de Agua de Camotlán, Portezuelo, Camichín y Paticajo.

## Festividades
La festividad principal de Camotlán es en honor de la Virgen de la Candelaria el día 2 de febrero de cada año, las actividades son peregrinaciones, mañanitas en las que participa todo el pueblo y las poblaciones circunvecinas, después del día 2 de febrero inician las fiestas ejidales, dando paso a jaripeos y eventos populares.